# Jacob Rodde

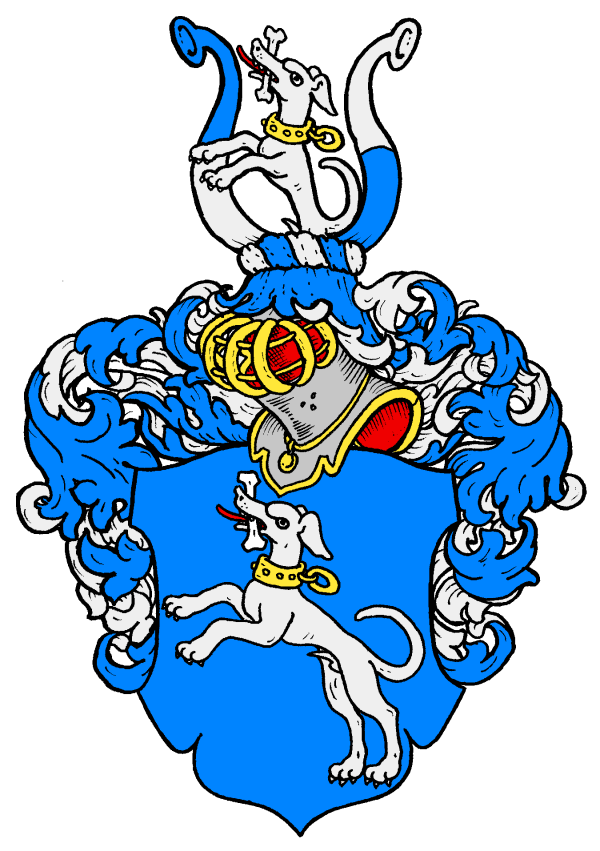
Wappen der Familie Rodde

Jacob Rodde, russisch Яков Матвеевич РОДДЕ (* 24. Oktober 1723 in Moskau; † 18. Mai 1789 in Riga) war ein deutsch-baltischer Beamter, Übersetzer und Russist.

## Leben
Jacob Rodde entstammte dem im Baltikum ansässigen Zweig der Lübecker Kaufmannsfamilie Rodde. Er war vermutlich ein Sohn des Kaufmanns Caspar Adolph Rodde (* 1680 in Reval; † 1731) und dessen Frau Margarethe Elisabeth, geb. Schoefs. Zum Zeitpunkt der Geburt seines Sohnes war Caspar Adolph Rodde Inspektor der von dem Deutschrussen Peter Müller geleiteten Eisenwerke zu Ugodka (heute Schukow), später Kaufmann in Archangelsk. Werner Rodde (1726–1804) war Jacob Roddes jüngerer Bruder.

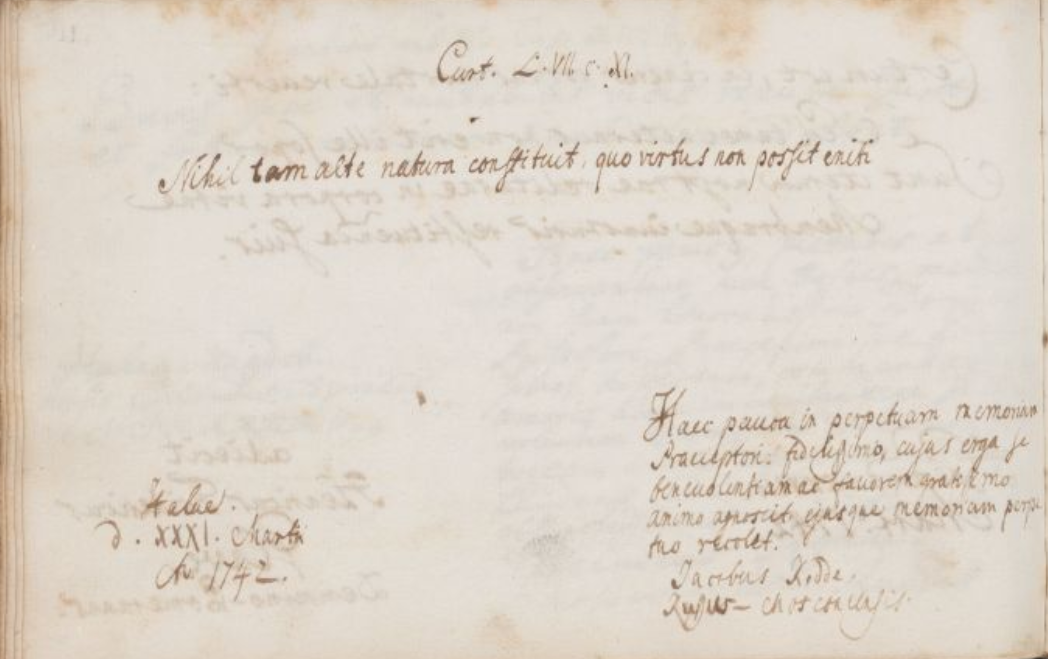
Stammbucheintrag Jacob Roddes (1742)

Er wuchs in einem vom Halleschen Pietismus geprägten Umfeld auf. 1739 wurden beide, Werner und Jacob Rodde, zur Ausbildung nach Halle an der Saale geschickt. Am 10. September 1739 erfolgte die Aufnahme in die Lateinische Schule der Franckeschen Stiftungen in Halle. Aus dieser Zeit ist sein Eintrag im Album Amicorum von Johann Paul Hocheisen erhalten. 1744 immatrikulierte er sich an der Universität Halle. Zugleich unterrichtete er als Informator, zunächst an der Knabenschule, ab April 1745 an der Latina.
1747 kehrte er in die Heimat zurück. Rodde ging jedoch nicht in den Kirchen- oder Schuldienst, sondern fand eine Anstellung als kaiserlich russischer Zivilbeamter. Er stieg bis 1762 zum Kollegienassessor (Klasse 8 der Rangtabelle) auf, womit der erbliche Amtsadel verbunden war. In den späten 1660er Jahren verließ er den Staatsdienst. In der Folge war er als Sekretär und Übersetzer für den Rat der Stadt Riga tätig (Secretair und Translateur Eines Hochedlen Raths der Russischkaiserlichen Stadt Riga) – eine Stellung, die vor ihm der ebenfalls in Halle ausgebildete Christian Friedrich von Völkner innehatte. Ab 1770 publizierte er eine Reihe von Übersetzungen aus dem Russischen.
Als 1772 der Russisch-Unterricht in den Schulen der Ostseegouvernements und damit auch an der Domschule in Riga Pflichtfach wurde, verfasste Rodde sein bekanntestes Werk, die 1773 erstmals erschienene Russische Sprachlehre. Dies war „das erste Lehrbuch für den russischen Sprachunterricht an einer deutschen Schule“. Angefügt waren ein Gesprächsbuch (Gespräche von Haussachen), zusammen mit einer Sprichwörtersammlung und einer Art Lesebuch (Stellen aus russischen Autoren zum Exponiren). Das Gesprächsbuch mit 96 Gesprächen über Dinge des täglichen Lebens wurde auch separat vertrieben. Damit schuf Rodde ein ganzes Lehrwerk für das Russische, „wie wir es in dieser Vielgestaltigkeit von einem Autor des 18. Jahrhunderts sonst nicht kennen.“ Das in Riga verlegte, jedoch bei Bernhard Christoph Breitkopf in Leipzig gedruckte Werk fand guten Absatz, nicht nur in den deutschsprachigen Städten und Provinzen des Russischen Reichs, sondern auch in Deutschland. Es war das „damals am weitesten verbreitete derartige Werk im deutschen Sprachraum“, erlebte vier Auflagen bis 1789 und wurde noch im 20. Jahrhundert nachgedruckt.

## Werke
- Anweisung zur Pflanzung der Erdäpfel, die man Patatoes nennt. Aus dem Russischen, Riga 1765
- (Übersetzung von) Platon Lewschin: Rechtgläubige Lehre, oder kurzer Auszug der christlichen Theologie: zum Gebrauche Seiner Kaiserlichen Hoheit des Durchl. Thronfolgers des rußischen Reiches, rechtgläubigen Großen Herrn Zesarewitsch und Großfürsten Paul Petrowitsch. Riga: Hartknoch 1770
- (Übersetzung von) Platon Lewschin: Rede über I. Corinth. I, 23, gehalten den 9. April 1764. am Charfreytage. Hamburg: Brandt 1770
- Wohlthaten gewinnen die Herzen. Drama in einem Aufzuge. Aus dem Russischen, Riga: Hartknoch 1771 (Digitalisat, UB Göttingen)
- (Übersetzung von) P. Rytschkow: Orenburgische Topographie oder Beschreibung des Orenburgischen Regiments. 1772

Band 1 Digitalisat
Band 2 Digitalisat
- (Übersetzung von) P. Rytschkow: Versuch einer Historie von Kasan, alter und mittlerer Zeit. 1772 (Digitalisat)
- Russische Sprachlehre, zum besten der Jugend eingerichtet.
  - 1. Auflage 1773 (Digitalisat)
  - 2. Auflage 1778 (Digitalisat)
  - 3. Auflage 1784
  - 4. Auflage 1789 nebst einigen Hausgesprächen (Digitalisat)
  - Nachdruck der Ausgabe Riga 1773 (besorgt von Gerd Freidhof und Bernd Scholz), München: Sagner 1982, ISBN 978-3-87690-198-5 (= Specimina Philologicae Slavicae 38) doi:10.3726/b12961
- Russisch-deutsches und deutsch-russisches Wörterbuch. 2 Tle., 1784
  - Российский лексикон по алфавиту 1784 doi:10.25673/45575